# Drets del col·lectiu LGBT a Oman

Situació d'Oman

Les persones lesbianes, gais, bisexuals i transsexuals (LGBT) d'Oman s'enfronten a desafiaments legals que no experimenten les persones no LGBT residents. L'homosexualitat en el Sultanat d'Oman és il·legal segons els articles 33 i 223 del codi penal i pot ser castigada amb una pena de presó de fins a 3 anys. A Oman es diu que els casos només arriben als tribunals si es tracta d'un "escàndol públic".

## Condicions de vida
Al setembre de 2013, es va anunciar que tots els països del Golf havien acordat, en el CCEAG, discutir una proposta per a elaborar un "test gai" amb l'objectiu a identificar els estrangers gais i evitar que entrin en qualsevol dels països. No obstant això, es creu que la preocupació per ser amfitrió de la Copa del Món de Futbol de 2022 a Qatar, i el temor a la controvèrsia en un cas en el qual els aficionats al futbol haurien estat examinats, va fer que els funcionaris fessin marxa enrere en els plans i insistissin que era una mera proposta.
En 2013, un article en el periòdic omanita The Week (un setmanari que publica en anglès), va suggerir que Oman era més tolerant amb la sexualitat de les persones que altres estats del Golf, encara que l'homosexualitat continua sent-hi il·legal. L'article traçava la història d'un jove gai al país sota el títol, «The Outsiders» (Els de fora).
En resposta, el govern d'Oman va intervenir per a suspendre la publicació del periòdic. A més, l'article va ser denunciat en les xarxes socials i per l'associació de periodistes del país. Un membre de l'Assemblea Consultiva, Tawfiq al-Lawati, va piular que l'article advocava per l'homosexualitat i que suggeria que Oman era un refugi segur per als homosexuals. Va demanar al Ministeri d'Informació que prengués mesures contra el periòdic per infringir el codi de premsa del país.
Alguns omanites van replicar que l'article simplement documentava una veritat sobre el país i que la feina de la premsa era reflectir la realitat. El periòdic es va veure obligat a disculpar-se amb un article de primera plana. L'extravagància de la disculpa mostra el controvertit que és abordar el tema de l'homosexualitat amb alguna simpatia a Oman.
Com en tots els estats del Golf, Oman té una comunitat gai clandestina. Se'l considera més tolerant que molts dels seus veïns, sempre quan les activitats siguin discretes.

## Creixement del moviment pels drets LGBT
Igual que en altres països del Golf, la defensa dels drets del col·lectiu LGBT a Oman és un fet delictiu, els activistes utilitzen els mitjans de comunicació social amb un pseudònim per a protegir les seves identitats.

## Taula de resum
| Activitat sexual legal amb el mateix sexe                                                                    | (presó fins a 3 anys) |
| Mateixa edat de consentiment                                                                                 | No                    |
| Lleis antidiscriminació a la feina                                                                           | No                    |
| Lleis antidiscriminació en la prestació de béns i serveis                                                    | No                    |
| Lleis antidiscriminació en tots els altres àmbits (inclosa la discriminació indirecta, la incitació a l'odi) | No                    |
| Matrimoni del mateix sexe                                                                                    | No                    |
| Reconeixement de les parelles del mateix sexe                                                                | No                    |
| Adopció de fillastres per parelles del mateix sexe                                                           | No                    |
| Adopció conjunta per parelles del mateix sexe                                                                | No                    |
| Prestació de servei militar per gais i lesbianes                                                             | No                    |
| Dret legal a canviar de gènere                                                                               | No                    |
| Accés a la fecundació in vitro per lesbianes                                                                 | No                    |
| Teràpia de conversió prohibida als menors                                                                    | No                    |
| Subrogació comercial per a parelles d'homes homosexuals                                                      | No                    |
| Permís per donar sang als HSH                                                                                | No                    |